# Prado de la Guzpeña
Prado de la Guzpeña és un municipi de la província de Lleó a la comunitat autònoma de Castella i Lleó. Forma part de la comarca de Montaña Oriental.

## Demografia
| 1991 |  | 1996 |  | 2001 |  | 2004 |
| ---- |  | ---- |  | ---- |  | ---- |
| 205  |  | 181  |  | 139  |  | 138  |